# Kendalrejo (Durenan)
Kendalrejo is een bestuurslaag in het regentschap Trenggalek van de provincie Oost-Java, Indonesië. Kendalrejo telt 3713 inwoners (volkstelling 2010).